# Spookslot
Spookslot (Le Château hanté en français) est une attraction du parc Efteling à Kaatsheuvel aux Pays-Bas. Le 24 janvier 2022, le directeur d'Efteling annonce dans une interview au Brabants Dagblad que l'attraction sera fermée définitivement à l'été 2022.

## Présentation
Cette maison hantée fantastique dotée d'animatroniques est lors de son ouverture la première grande attraction à l'extérieur du bois des Contes. Elle est alors le plus grand château hanté d'Europe jusqu'à l'ouverture du Phantom Manor à Disneyland Paris en 1992. Il est à noter que Spookslot est un walkthrough alors que Phantom Manor est un train fantôme. Le Château hanté reste donc toujours une performance dans sa catégorie propre. Ton van de Ven en est le concepteur, sous l'œil attentif d'Anton Pieck. Ton van de Ven est un grand créatif du parc. Il est le concepteur des attractions Fata Morgana, le Vol de rêve, Villa Volta, Piraña, Vogel Rok, la Pagode, le Peuple des Lavanors, de Halve Maen entre autres.
Le Château hanté se visite en walkthrough, il est situé dans la section Anderrijk du parc. Appelé en français « Royaume alternatif » ou encore « Royaume de l'étrange », il occupe la partie méridionale du parc. Cette partie est celle des mondes parallèles et mystérieux. 

## Projet
L'accord de financement et la première maquette datent de 1975. Le projet de Ton van de Ven montre les ruines d'un vieux château celtique qui fut beau et fastueux. Il est maintenant hanté, en ruines et quelque peu romantique. Ce qu'il en reste est l'entrée principale, la tour et un petit cimetière à ses pieds. À l'intérieur, se présente le jardin du monastère — décor du spectacle principal — bâti dans le style gothique,. Aussi bien l'extérieur que l'intérieur se réfèrent non seulement à un style historique mais aussi à celui du père fondateur du parc, Anton Pieck.

## Annonce

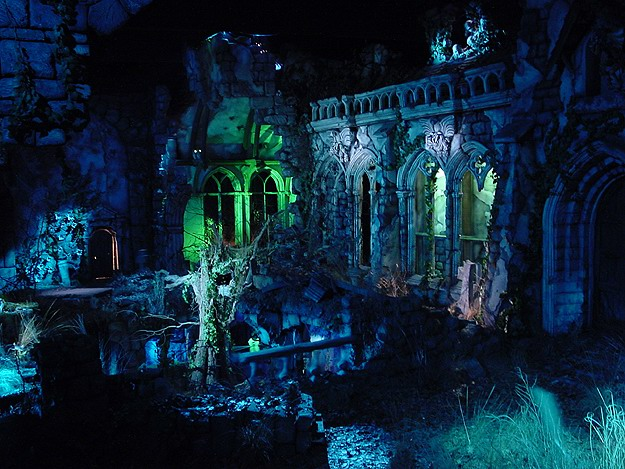
Décor du spectacle principal

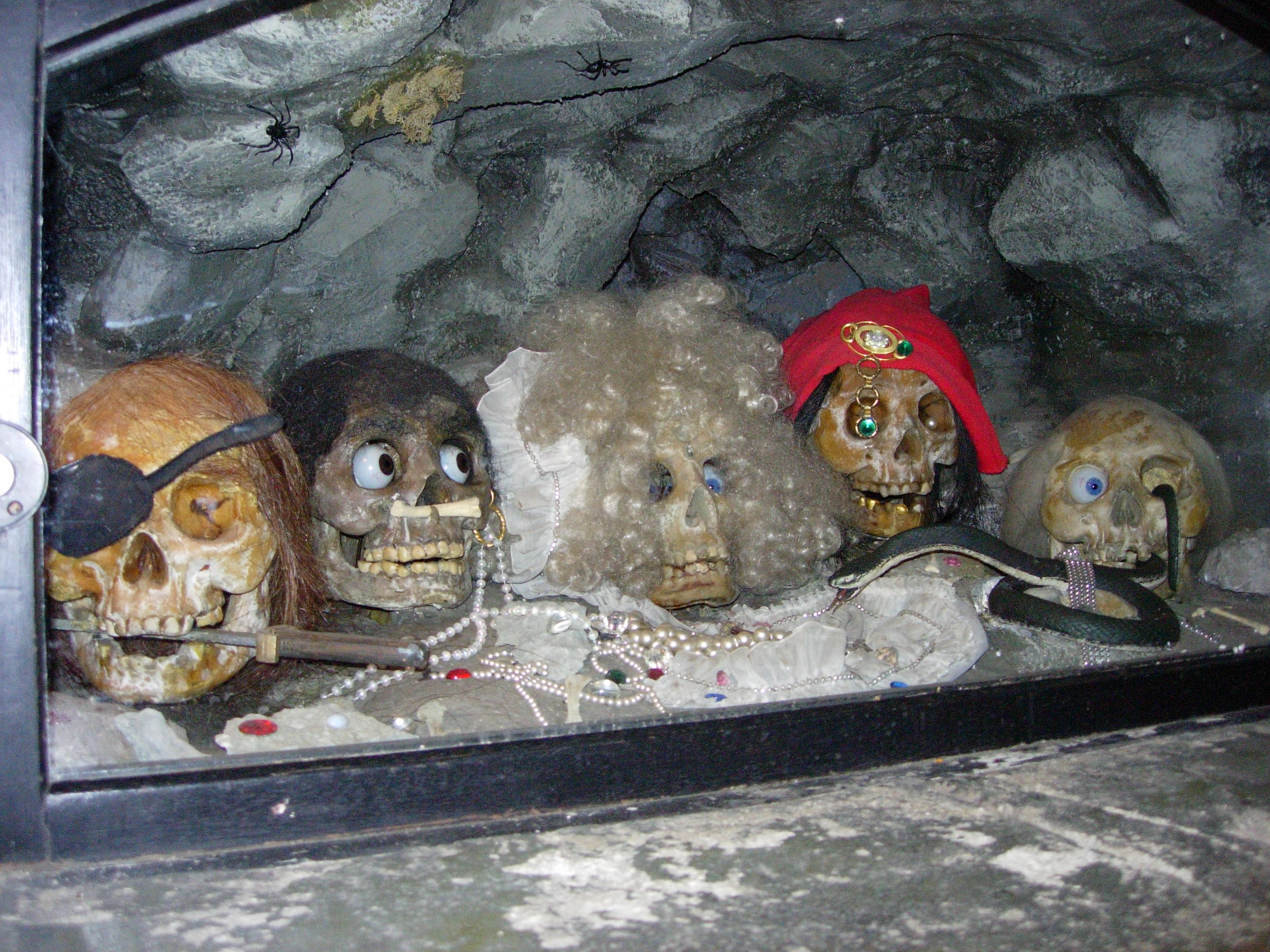
Décor de la galerie.

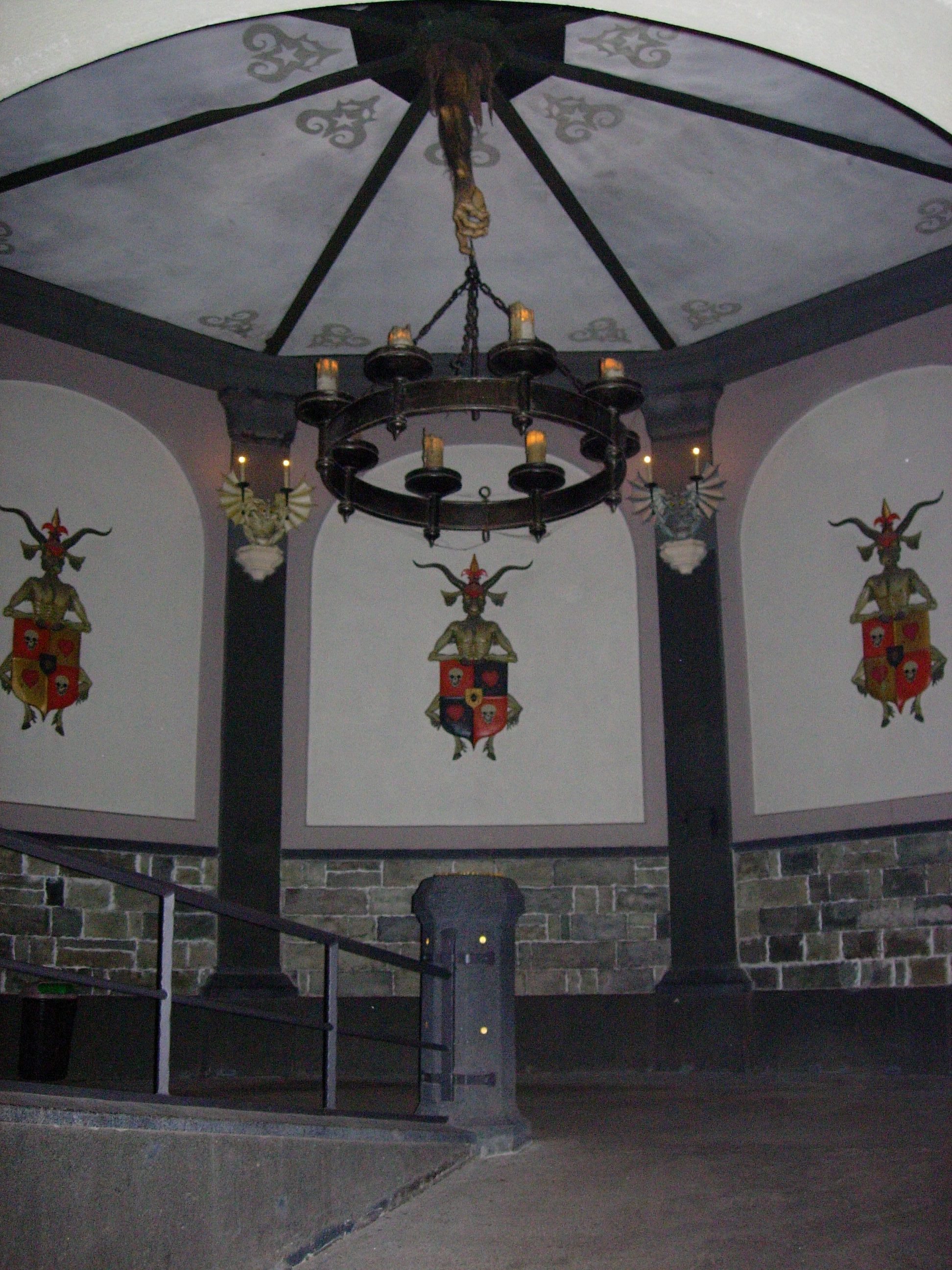
Le vestibule.

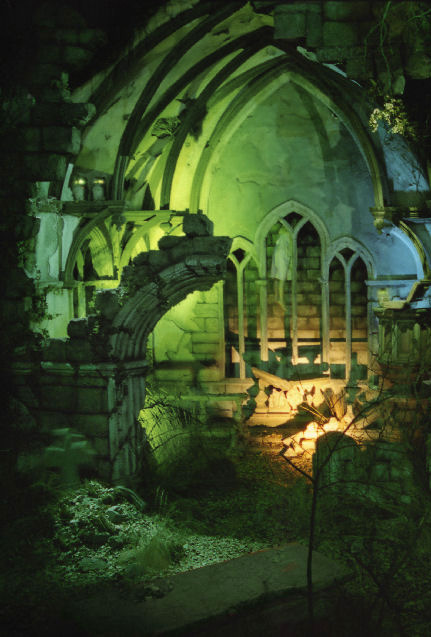
À l'intérieur du « Château hanté ».

Le 24 juillet 1976, la première annonce de la construction du plus grand château hanté d'Europe à Efteling est publiée dans le quotidien local Brabants Dagblad, le « Quotidien brabançon » en français. L'article mentionne que des ruines légèrement penchées feront leur apparition sur une colline entre l'étang des canoës-kayak et le bois des Contes. C'est un choix stratégique parce que la situation de l'attraction attirerait des visiteurs vers la partie méridionale du parc, oubliée du public. La raison principale de la conception de cette grosse attraction est la diminution de la fréquentation du parc. D'autres avantages sont que cette attraction se déroule indépendamment des conditions météorologiques et qu'elle vise un public plus grand. Le jeune designer Ton van de Ven se voit désigné à concevoir « Le Château hanté ». Les frais estimés pour la construction s'élèvent à 2,5 millions de florins, soit un peu plus de 1,1 million d'euros. Le budget sera dépassé. L'attraction est, à l'époque, la plus grosse dépense du parc.

## Construction
La construction du complexe s'étale sur dix-huit mois. L'attraction revient à 3,5 millions de florins, soit 1,6 million d'euros. Le bâtiment est construit par la société Merkx et les décors et aménagements par Efteling. Dans les catacombes du spectacle principal, le public peut remarquer une tombe au nom de Den Hegarty (en). Cela ressemble à du vieux-néerlandais, mais cela renvoie en fait à un chanteur de rock irlandais que les équipes techniques écoutaient au cours de la construction.

## Ouverture
Le secrétaire d'État des affaires économiques, M. Th. M. Hazekamp préside l'ouverture officielle du « Château hanté » le 10 mai 1978. Deux jours plus tard à la télévision, une émission spéciale est diffusée avec dans le rôle principal la chanteuse anglaise Kate Bush. À l'époque, elle connait le succès mondial de Wuthering Heights, son premier titre. Il s'agit de sa première prestation télévisée scénarisée. Elle consiste en une succession de six clips vidéo, ce qui est tout à fait novateur avant l'avènement de la chaîne MTV et le succès du clip de Thriller de Michael Jackson. Deux de ses succès en font partie : The Man with the Child in His Eyes et Wuthering Heights. Les séquences prennent place entre autres dans le Spookslot, autour de celui-ci et dans le parc.

## Attraction

### Parcours
L'attraction est un walkthrough, une attraction à travers laquelle le visiteur se promène. À l'extérieur du « Château hanté », divers visages sont disséminés dans la façade. Le plus grand visage est formé par l'entrée elle-même : deux fenêtres au-dessus de l'entrée principale forment les yeux et la porte d'entrée fait fonction de bouche qui « avale » les visiteurs. Lorsqu'il pleut, l'eau s'écoule par une des fenêtres formant une larme. Sur une des pierres tombales extérieures au pied de la tour, est représenté le logo des chemins de fer néerlandais ainsi que l'ancien logo de la Rabobank, banque néerlandaise. Après être entré dans le « Château hanté » par l'entrée principale, le public fait différentes découvertes angoissantes dans une galerie de 75 mètres plongée dans la pénombre (dont une porte animée si le promeneur essaie de l'ouvrir ; ajoutée en 1979). Au bout de la galerie, le public découvre un vestibule où un grand lustre suspendu est maintenu par le bras d'un monstre poilu et à travers le plafond apparaissent de temps à autre trois grandes créatures apparentées aux chauves-souris. Ceci mène à un grand fantôme oriental tenant une boule de cristal. Celui-ci conte la légende du « Château hanté ». Il le fait tout d'abord de 1979 à 1986 et le fait de nouveau depuis 2001. La boule de cristal utilise la technique dite du fantôme de Pepper — Pepper's ghost — pour faire apparaître la tête d'une belle femme se transformant en crâne. Ceci fait patienter le public avant d'accéder au préau de ruines gothiques, où le spectacle principal a lieu. Les visiteurs se placent dans trois rangées et observe le spectacle à travers une longue baie vitrée.
Le spectacle principal démarre avec des bruits : le vent se lève et l'horloge sonne. Le cadavre du jardinier pend à la corde qui fait sonner les cloches du clocher. D'après la légende, celui-ci a surpris la sorcière Visculamia se déguisant en jeune pucelle pour venir voler son voisin, le Vicomte Van Capelle van Kaatsheuvel, propriétaire du château. Elle désirait voler ses formules magiques ainsi que ses contes et légendes du monde entier. Après le retentissement des cloches, apparaissent dans l'encadrement d'une fenêtre du grenier, au premier étage du monastère, trois vieux hommes déformés se lamentant. D'après la légende, ils sont les trois juges du duché qui condamnèrent la sorcière Visculamia à travailler dans la caserne du château. Visculamia se venge en jetant un sort et tout ce que le spectateur voit est la réalisation de ce sort. Quand les juges disparaissent, cinq moines sans visage tenant des bougies entament un chant grégorien en se promenant dans le couloir sous la fenêtre des juges. À la fin du couloir, ils disparaissent dans le monastère. Les trois vieux hommes réapparaîtront plus tard de temps en temps.
Lorsque les moines sont dans le monastère, un violon vert qui flotte dans les airs joue la Danse macabre de Camille Saint-Saëns sous terre, dans les catacombes. Au cours de la Danse macabre errent l'esprit du Vicomte et de sa fille Esméralda dans les catacombes en tournant en rond,. La technique du « fantôme de Pepper » est aussi employée ici. Les fleurs commencent à se bercer, les clôtures et les pierres tombales à danser. Un squelette sort d'un sarcophage dans l'aile droite du spectacle, il s'agit du corps du Vicomte. La fille du Vicomte se redresse dans son cercueil sur la gauche. Sur sa pierre est gravé « PVELLA INNOCENTA MCCC-MCCVI » (fille innocente 1300-1206). Près du sarcophage du Vicomte, se trouve un bûcher où apparaît par deux fois la sorcière Visculamia. À la fin du spectacle, éclatent de gros éclairs qui finissent par se calmer. Le violon joue encore la dernière partie de Danse macabre et le spectacle se termine.
Le spectacle dure environ six minute et demie. Les personnes qui restent après la fin du spectacle peuvent voir les moines faire marche arrière jusqu'à leur position initiale.

### Musique
La bande sonore du spectacle principal est une version raccourcie de Danse macabre composée par Camille Saint-Saëns. Les mouvements des animatroniques sont synchronisés avec la musique, le violon qui ouvre et ferme la partie principale de l'animation en est la démonstration. Le spectacle lui-même a été adapté quatre fois. En 1978, année d'ouverture de Spookslot, l'animation dure alors environ douze minutes. Trois mois plus tard, elle est raccourcie à huit minutes. En 1987, le spectacle est renouvelé et la dernière modification pour aboutir à la version actuelle date de 1989.

### Données techniques
- Capacité : 1 000 visiteurs par heure
- Superficie : 1 220 m2
- Hauteur de la tour : 20 m.
- Coût : 3,5 millions de florins (1,6 million d'euros)
- Ouverture : 10 mai 1978